# Rui Duarte (treinador, 1978)
Rui Pedro Viegas Silva Gomes Duarte (Lisboa, 16 de setembro de 1978) é um treinador e ex-futebolista português que atuava como meio-campista. Atualmente comanda o Athletic.
Ao longo de dez temporadas, acumulou um total de 162 jogos e 12 golos na Primeira Liga, representando Belenenses, Estrela da Amadora e Olhanense. Adicionalmente, contribuiu com 164 jogos e 26 golos na Segunda Liga, vestindo as cores de quatro clubes distintos.
Em 2017, Duarte deu início à sua jornada como treinador, conduzindo Farense e Trofense à promoção a partir do terceiro escalão do futebol nacional.

## Carreira de jogador
Natural de Lisboa, Duarte deu os primeiros passos nas camadas jovens do C.F. Os Belenenses aos 11 anos de idade, fazendo a sua estreia na Primeira Liga pelo clube na temporada 1999–2000 (sete jogos, um golo). Mais tarde, deslocou-se para a Segunda Liga em 2003, defendendo as cores da Associação Naval 1º de Maio e do Leixões SC.
Após transferir-se no verão de 2006 para o C.F. Estrela da Amadora, Duarte passou a maior parte dos seus 19 anos de carreira sénior no S.C. Olhanense, conquistando o título da Liga de Honra de 2008–09 e permanecendo na primeira divisão durante as cinco temporadas seguintes, envergando a braçadeira de capitão. Em novembro de 2014, pôs fim ao seu contrato e rumou aos rivais algarvios do S.C. Farense no novo ano.

## Carreira de treinador
Após pendurar as chuteiras em 2015, aos 37 anos, Duarte assumiu o papel de adjunto de Lázaro Oliveira no Farense e, após a demissão deste a 2 de abril de 2017, assumiu o comando técnico. Na sua primeira temporada completa no comando da equipa de Faro, alcançou a promoção do terceiro escalão com uma vitória emocionante nos pênaltis contra o U.D. Vilafranquense nas meias-finais, embora tenha perdido o jogo do título por 2–1 contra o C.D. Mafra a 10 de junho de 2018.
A 4 de fevereiro de 2019, Duarte demitiu-se do Farense, que ocupava o décimo lugar na segunda divisão após uma série de cinco jogos sem vitórias que os deixou a tantos pontos da zona de despromoção. Regressou à mesma liga a 4 de outubro no Casa Pia A.C., que estava em penúltimo lugar após o despedimento de Luís Loureiro, mas, a 17 de dezembro, demitiu-se após apenas uma vitória em nove jogos e sem alterações na classificação da equipa.
Duarte assinou pelo C.D. Trofense a 27 de dezembro de 2020, após a renúncia de António Barbosa. A 6 de junho do ano seguinte, a sua equipa foi coroada campeã da terceira divisão com um golo na prorrogação de Keffel contra o Estrela. A sua demissão foi aceite a 19 de novembro, com a equipa no 14º lugar na segunda divisão.
Duarte foi nomeado treinador da equipa sub-23 do S.C. Braga em junho de 2022. A 3 de abril de 2024, foi promovido à equipa principal após a saída de Artur Jorge para o Botafogo de Futebol e Regatas e até à chegada de Daniel Sousa no início da temporada seguinte.
No dia 5 de junho de 2025, Rui Duarte foi oficializado no Athletic Club, da Série B do Brasil.  É o primeiro treinador da "era" Vínicius Junior, desde que o jogador do Real Madrid comprou o clube. 

## Estatísticas gerenciais
- Atualizado até match played 18 May 2024[17]

1. ↑  «MSN». www.msn.com. Consultado em 28 de maio de 2024
2. ↑  PÚBLICO (17 de maio de 2009). «Olhanense confirma a subida de divisão». PÚBLICO. Consultado em 28 de maio de 2024
3. ↑  SAPO. «Capitão quer roubar pontos ao Benfica». SAPO Desporto. Consultado em 28 de maio de 2024
4. ↑  «Rui Duarte em estreia». www.record.pt. Consultado em 28 de maio de 2024
5. ↑  «Farense: Rui Duarte substitui Lázaro Oliveira à frente da equipa técnica». www.record.pt. Consultado em 28 de maio de 2024
6. ↑  «CP: Farense e Mafra garantem subida à Segunda Liga». TVI Notícias. Consultado em 28 de maio de 2024
7. ↑  https://www.dn.pt/desporto/comentario-mafra-conquista-campeonato-de-portugal-apos-reviravolta-frente-ao-farense-9428883.html
8. ↑  «Rui Duarte rescinde amigavelmente com o Farense». www.record.pt. Consultado em 28 de maio de 2024
9. ↑  «Rui Duarte é o novo treinador do Casa Pia». www.record.pt. Consultado em 28 de maio de 2024
10. ↑  https://desporto.sapo.pt/futebol/segunda-liga/artigos/rui-duarte-ja-nao-e-treinador-do-casa-pia
11. ↑  Trofa, O. Notícias da (27 de dezembro de 2020). «Trofense já anunciou novo treinador». O Notícias da Trofa. Consultado em 28 de maio de 2024
12. ↑  https://www.record.pt/futebol/futebol-nacional/campeonato-de-portugal/detalhe/rui-duarte-o-segredo-para-ganhar-foi-a-humildade-que-tivemos
13. ↑  https://maisfutebol.iol.pt/ii-liga/19-11-2021/oficial-rui-duarte-deixa-o-comando-tecnico-do-trofense
14. ↑  «Rui Duarte assume os Sub-23». Sporting Clube de Braga. 10 de junho de 2022. Consultado em 28 de maio de 2024
15. ↑  «Rui Duarte vai treinar Sporting de Braga até à chegada de Daniel Sousa». Diário de Notícias. Consultado em 28 de maio de 2024
16. ↑  «OFICIAL: Rui Duarte ruma ao Brasil para treinar o Athletic Club». Maisfutebol (em inglês). Consultado em 11 de junho de 2025
17. ↑  «Perfil de Rui Duarte (treinador, 1978)». em Soccerway